# イーグルス
イーグルス（英語: Eagles）は、アメリカ合衆国のロック・バンド。デビュー以来、アメリカ西海岸ロサンゼルスを拠点とし、トータルセールスは2億枚を超える。
代表曲には、｢テイクイットイージー｣、「魔女のささやき」「ジェームス・ディーン」「呪われた夜」「ホテル・カリフォルニア」「言いだせなくて」などがある。
「ローリング・ストーンの選ぶ歴史上最も偉大な100組のアーティスト」において第75位。ウォール・ストリート・ジャーナルの「史上最も人気のある100のロックバンド」7位。

## バイオグラフィ

### カントリー・ロックの時代
イーグルス結成は、1971年にリンダ・ロンシュタットのバックバンド（Linda Ronstadt & Her Band ）編成のためにミュージシャンが集められた時期にさかのぼる。これにグレン・フライ、ドン・ヘンリー、ランディ・マイズナー、バーニー・レドンの4名が顔をあわせが、ツアーでは4人全員がそろうことはできなかった。後に彼らは独立して、1971年8月にバンドを結成することを思いつき、ロンシュタットが所属していたアサイラム・レコード（拠点・ロサンゼルス）からイーグルスとしてデビューした。
メンバーのグレン・フライが、当時同じアパートに居住していたシンガー・ソングライターのジャクソン・ブラウンと共作したデビュー・シングル曲「テイク・イット・イージー」が、1972年にビルボードホット100で12位まで上昇するヒットとなった。続く「魔女のささやき（Witchy Woman）」も全米ヒットとなった。彼らは1972年から77年までは、カントリー・ロックのイメージが強かった。
マルチプレイヤーであったレドンが演奏するテレキャスター、バンジョー、スティール・ギター、マンドリンのサウンドが、バンドのイメージを決定付けていた。特に、バンジョーをフィーチャーした「早起き鳥（Earlybird）」などの楽曲は、カントリーとロックを融合させていた。
プロデューサーはグリン・ジョンズで、すでにローリング・ストーンズの『ベガーズ・バンケット』など、ロックの有名作品にエンジニアとして関わっていた経験を持つベテランだった。だが、レコード会社とグリン・ジョンズは、カントリーの曲をメインにするよう要求した上に、ジョンズは「君たちはロックンロールに向いていない」と発言し、ロックをやりたいメンバーと衝突を繰り返したとされる。
2枚目のアルバム『ならず者』はコンセプト・アルバムで、基本的にはファースト・アルバムと同様のサウンド構成に留まり、バーニー・レドンのカラーが強いカントリー的な楽曲と、ロック的な要素の曲が共存していた。タイトル曲の哀愁を帯びたバラード「ならず者」は、後にリンダ・ロンシュタットやカーペンターズに至るまで、数多くのアーティストたちにカバーされるスタンダード・ナンバーとなっている。1973年には、カントリー曲の「テキーラ・サンライズ」がヒットしている。
2作目のレコーディングとプロモーションにはかなりの労力が注がれたが、セールス的には成功したとは言えなかった。そのため、3枚目の『オン・ザ・ボーダー』においては、よりロック的なアルバムにすべく、2曲を収録したところでプロデューサーがロック志向の強いビル・シムジク に替わった。同アルバムには、「過ぎた事（Already Gone）」と「ジェームス・ディーン」とメンバーが本当にやりたかったロックの2曲が収録されている。また、バーニー・レドンの紹介で、彼の親友でアマチュア時代のバンドメイトであったフロリダ出身のギタリスト、元フロウ（Flow）のドン・フェルダーが収録曲中2曲において参加し、ロック的色彩を強めることとなった。ドン・フェルダーは後にメンバーとして正式加入しており、ツアーではカントリー的な楽曲ではレドン、ロック的な楽曲ではフェルダーがリード・ギターを主に担った。
1975年、大ヒット・アルバム『呪われた夜』を発表。ファンキー・ディスコ調の「呪われた夜」をはじめとし、グラミー賞、ベストポップボーカル賞を獲得したカントリー曲「いつわりの瞳」、ランディ・マイズナーがボーカルをとる「テイク・イット・トゥ・ザ・リミット」と3曲のヒットを生んだ。カントリーの楽曲も依然見られるものの、全体としてはよりロック色を強め、またタイトル曲ではディスコ、ダンス・ミュージック的要素を盛り込むなど、音楽的な幅はさらに広がった。セールス的にも前作に続き大きな成功を収めている。
しかし、『オン・ザ・ボーダー』のころから続いていたメンバー間の軋轢がこのころから激化していた。デビュー当時には民主的なグループであったが、実質的に主導権を握ったドン・ヘンリーとグレン・フライの2人の日頃からの高慢な態度にバーニー・レドンは業を煮やし、バンドの音楽的方向性への疑問も重なったことで1975年12月に脱退している。
それまでバンドの音楽的支柱のひとつであったレドンに代わるギタリストを探すのは難航したが、その間に初のベスト・アルバム『グレイテスト・ヒッツ 1971-1975』をリリースした。このアルバムは全米だけでも3,800万枚以上の売り上げを記録し、全米歴代で最も売れたアルバムとして君臨し、プラチナ・ディスク認定第1号ともなった記念碑的作品となるなど、バンドの確固たる地位を築いた。
レドンの後任には、元ジェイムズ・ギャングのメンバーであったジョー・ウォルシュを迎えた。ウォルシュの加入には反対するメンバーもいたが、音楽的にはよりロック色を強める結果となった。1976年には、初来日公演を果たしている。
1976年、彼らの代表作となる『ホテル・カリフォルニア』を発表。当時のロック界や都市社会の矛盾を揶揄したかのような歌詞と13本ものギターを重ねたサウンド・ワークとレゲエのリズムを部分的に取り入れた大ヒット曲「ホテル・カリフォルニア」は実はドン・フェルダーの曲にヘンリーが歌詞をつけたものである。ウェストコースト・ロックの凋落を皮肉るように、田舎町にやって来た新参者へ向けられた地元民の一時的な強い好奇心と、彼が飽きられていく様を唱った「ニュー・キッド・イン・タウン」は、ホール&オーツをモデルにしたとも言われている。エゴ社会に警鐘を鳴らすかのように、好き勝手にふるまう無頼者が実は虚勢をはっており、内面に苦悩を持つことをにじませた「駆け足の人生」などの収録によりバンドとしての頂点を迎え、全世界的な大セールスを記録し、バンドを押しも押されもせぬ存在となっていった。
しかし、メンバー間の軋轢はさらに激しさを増し、ドン・ヘンリーとグレン・フライの高慢な態度の矛先はランディ・マイズナーに向けられるようになっていた。マイズナーは以前に比べて膨大になったツアーのストレスや、音楽的志向の違いも相まって、1977年のコンサート・ツアー中に脱退。マイズナーの後継として、元ポコのティモシー・B・シュミットが加入した。
コンサート・ツアーを終えると、次のアルバム制作に取り掛かる。当初は2枚組で1978年にリリース予定だったが、レコーディングに難航し、1枚組に縮小の上1979年まで掛かった。そしてリリースされた『ロング・ラン』においては、ハードロック、バラードさらにディスコ・チューンにまで多様な音楽性に挑戦するが、製作ヴィジョンが曖昧で展開するサウンドにもっぱら主張や一貫性はないなどと批判された。『ロング・ラン』発売に合わせてコンサート・ツアーを行い、1979年には2度目の来日公演を果たす。「ファンキー・ニューイヤー」はファンク・ロックの楽曲だった。この時期には「ハートエイク・トゥナイト」「ロング・ラン」「言い出せなくて」「二人だけのクリスマス」などがヒットしている。

### 解散、再結成
相変わらずグレン・フライとドン・フェルダーの不仲や、曲作りのスランプなどからバンドは1980年に活動を停止。そして1982年、正式にバンドの解散が発表された。
バンドの活動停止後は各メンバーが個別の活動に入り、各自のソロ・アルバムを発表したり、繋がりの深いウエストコースト系のアーティストを中心にレコーディングへのゲスト参加などを行っている。グレン・フライは「ユー・ビロング・トゥー・ザ・シティ」や「ヒート・イズ・オン」が大ヒットし、ドン・ヘンリーは「ボーイズ・オブ・サマー」と「エンド・オブ・ジ・イノセンス」でグラミー賞ベスト・ロック・ボーカル部門を受賞し、ソロとしても成功を収めた。
1994年に、第1期最終メンバーによって再結成。4曲の新曲とライブ収録曲を併収した変則アルバム『ヘル・フリーゼズ・オーヴァー』を発表し、以後世界規模でのツアーを繰り返し展開。この1994年以降を、ここではバンド活動の第2期とする。2004年から2005年にかけては、「Farewell I Tour」（第一回さよならツアー）と題されたツアーが行われたが、「さよなら」というのはジョークであり、その後も米国内外で公演が行われている。このツアーでも相変わらずの高い人気ぶりを見せつけ、各地のコンサートは大成功に終わり、収益面でも年間ランキングに顔を出すほどであった。
1995年に16年振り3度目の来日公演を東京と横浜、西宮、福岡で行ない成功を収めた。2004年には5大ドームと横浜アリーナにおいて、9年振り4度目の公演が行われた。
1998年に、ママス&パパスやサンタナなどと共にロックの殿堂入りを果たした。
2000年に、ドン・フェルダーが「バンドに対して貢献していない」という理由によって、突然解雇される。彼はこれを不服として、解雇取り下げを求める訴訟をバンド側に対して行う。
2007年10月31日に、久々の新作『ロング・ロード・アウト・オブ・エデン』（19曲＋ボーナストラック1曲入り、2枚組）を発売した。この作品は、13年振りとなるスタジオ・アルバムで、新曲のみで構成されたものとしては『ロング・ラン』以来であり、実に28年ぶりの作品となる。なお、前日の10月30日には、アメリカ国内においてウォルマートなどを介した先行リリースが実施された。全世界で爆発的なセールスを記録し、衰えぬ人気を示した。
2011年3月1日から6日にかけて、実に7年ぶりとなる5度目の来日ツアーを東名阪ドームで実施した。
2016年1月18日、創設メンバーのグレン・フライが死去。3月10日、ドン・ヘンリーが解散を表明した。
2017年、グレン・フライの息子ディーコン・フライ、さらにカントリーミュージシャンのヴィンス・ギルがゲストとして加わり、ライブ活動を再開。
2018年、北米ツアーを予定。
2022年、ディーコン・フライが「自分自身の道を切り開くときが来た」として脱退を表明。
70年代を代表するバンドであり、ヒット曲を多数発表しているが、どの曲も美しいコーラスワークを聴かせる。デビュー前、グレン・フライは全員がボーカルを採れるバンドを目指していたが、ファーストアルバムの「イーグルス・ファースト」では、デビュー時のオリジナルメンバーであるグレン・フライ、ドン・ヘンリー、ランディ・マイズナー、バーニー・レドンの4人全員がリードボーカルを採り、コーラスワークもレベルの高いものとなった。その後、メンバーチェンジもあり、ロック色の強いバンドになっていったが、コーラスワークは維持され続けた。
ドン・フェルダー、ジョー・ウォルシュというテクニックの高いギタリストが加わってからは演奏能力も上がり、ライヴでもクオリティの高い演奏をみせていた。
ビートルズのレノン＝マッカートニーのように、ヘンリー＝フライのコンビでヒット曲を連発していったが、レノン＝マッカートニーは一方がほぼ完成させた楽曲に他方がアレンジなどの補完を行う関係だったのに対し、ヘンリー＝フライのコンビは、主にヘンリーが作詞、フライが作曲を担っていた。
同年代に活躍したクイーンやレッド・ツェッペリンなどと比べると実質的な活動期間が短く、リリース作品そのものが非常に少ないが、全米レコード協会（RIAA）の認定でアルバム総売上枚数が1億枚を超えているのは、イーグルスとビートルズ、エルヴィス・プレスリー、ガース・ブルックス、レッド・ツェッペリンの5組だけである。そういう面からも、イーグルスの（特にアメリカにおける）人気ぶりが窺える。

## 歴代メンバー

### 現在のメンバー
ドン・ヘンリー（Don Henley）
vo、cho、ds担当 1947年7月22日 - 1971年から在籍 テキサス州ギルマー出身
ジョー・ウォルシュ（Joe Walsh）
vo、cho、g、key担当 1947年11月20日 - 1975年から在籍 カンザス州ウィチタ出身
ティモシー・B・シュミット（Timothy B. Schmit）
vo、cho、b担当 1947年10月30日 - 1978年から在籍 カリフォルニア州サクラメント出身
ヴィンス・ギル（Vince Gill）
vo、cho、g担当 1957年4月12日 - 2017年から在籍 オクラホマ州ノーマン出身
ディーコン・フライ（Deacon Frey）
vo、cho、g担当 1993年4月17日 -  2017年から2022年まで在籍、1度脱退したが2023年からのラストツアーで再加入 グレン・フライの息子。

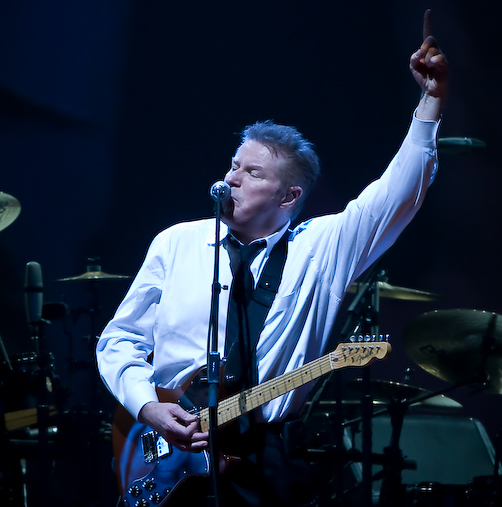
ドン・ヘンリー
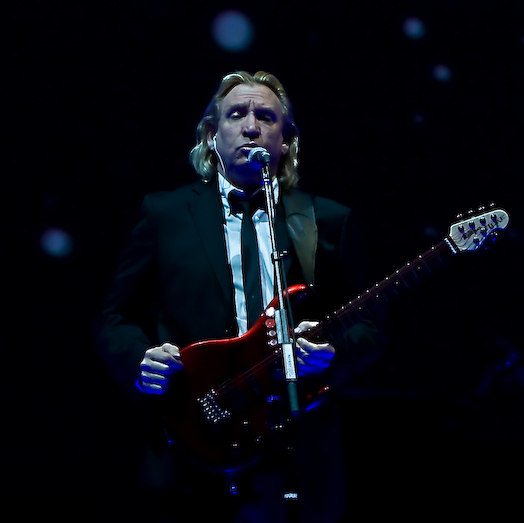
ジョー・ウォルシュ
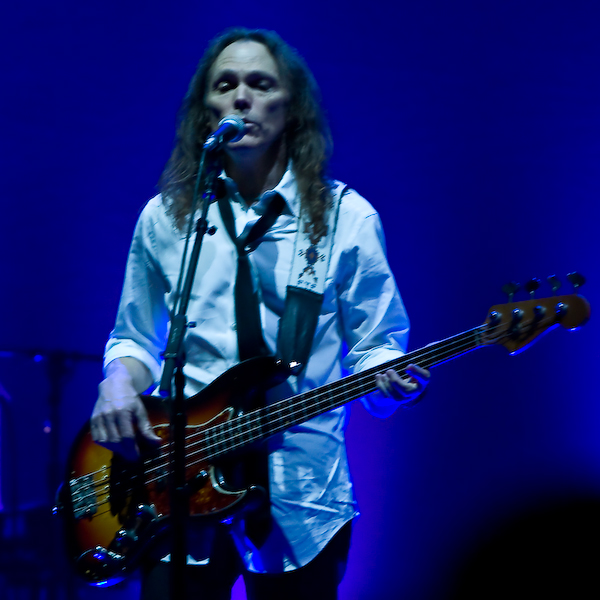
ティモシー・B・シュミット
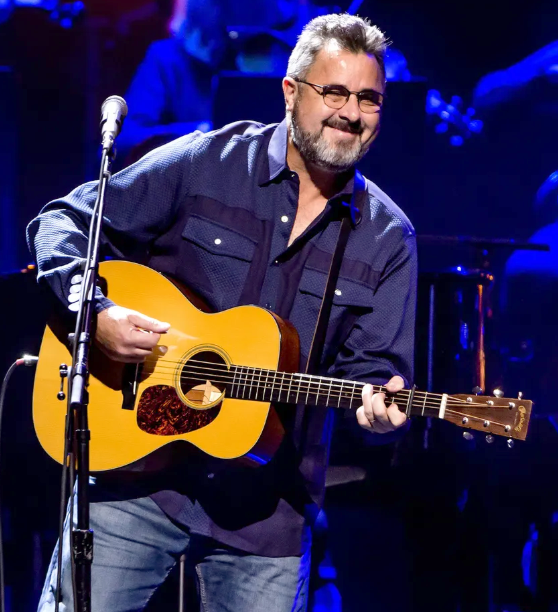
ヴィンス・ギル

### 過去のメンバー
バーニー・レドン(Bernie Leadon）
vo、cho、g、banjo、steel guitar、mandolin担当 1947年7月19日 - 1971年から1975年まで在籍 ミネソタ州ミネアポリス出身
ランディ・マイズナー(Randy Meisner）
vo、cho、b担当 1946年3月8日 - 2023年7月26日、1971年から1978年まで在籍 ネブラスカ州スコッツブラフ郡スコッツブラフ出身
ドン・フェルダー(Don Felder）
g、cho担当 1947年9月21日 - 1973年から2000年まで在籍 フロリダ州ゲインズビル出身
グレン・フライ（Glenn Frey）
vo、cho、g、key担当 1948年11月6日 - 2016年1月18日、1971年から2016年まで在籍 ミシガン州デトロイト出身

### 主なサポート・ミュージシャン
スチュアート・スミス（Steuart Smith）
g、cho、key、mandolin担当
スコット・クレイゴ（Scott Crago）
ds、percussion担当
ウィル・ホリス（Will Hollis）
key、cho担当
マイケル・トンプソン（Michael Thompson）
key、cho、accordion、trombone担当
グレッグ・スミス（Greg Smith）
baritone sax担当
ビリー・アームストロング（Billy Armstrong）
trumpet担当
アル・ガース（Al Garth）
violin、alto sax担当
クリス・モステール（Chris Mostert）
alto sax、tenor sax担当

## ディスコグラフィ
※順位は全てビルボード誌による。シングルの順位も同様。

### オリジナル・アルバム
- 『イーグルス・ファースト』 - Eagles（1972年）※全米22位
- 『ならず者』 - Desperado（1973年）※全米41位
- 『オン・ザ・ボーダー』 - On The Border（1974年）※全米17位
- 『呪われた夜』 - One Of These Nights（1975年）※全米1位
- 『ホテル・カリフォルニア』 - Hotel California（1976年）※全米1位
- 『ロング・ラン』 - The Long Run（1979年）※全米1位
- 『ロング・ロード・アウト・オブ・エデン』 - Long Road Out Of Eden（2007年）※全米1位

### ライブ・アルバム
- 『イーグルス・ライヴ』 - Eagles Live（1980年）※全米6位
- 『ヘル・フリーゼズ・オーヴァー』 - Hell Freezes Over（1994年）※全米1位　新曲4曲含む
- 『ライヴ・フロム・ザ・フォーラム 2018』 - 'Live From The Forum MMXVIII（2020年）

### コンピレーション・アルバム
- 『グレイテスト・ヒッツ 1971-1975』 - Their Greatest Hits 1971-1975（1976年）※全米1位
- 『グレイテスト・ヒッツ VOL.2』 - Greatest Hits Volume 2（1982年）※全米52位
- 『ベスト・オブ・イーグルス』 - The Best Of Eagles（1985年）
- 『ヴェリー・ベスト・オブ・イーグルス』 - The Very Best Of The Eagles（1994年）
- 『イーグルス・ヒストリーBOX 1972～1999』 - Selected Works 1972-1999（2000年）※全米109位、未発表およびライブ音源含む
- 『ベスト・コレクション』 - The Complete Greatest Hits（2003年）※全米3位、新曲 "Hole In The World" 含む
- 『トゥ・ザ・リミット：エッセンシャル・コレクション』 - To The Limit: The Essential Collection（2024年）

### シングル
- 「テイク・イット・イージー」 - "Take It Easy"（1972年）※全米12位
- 「魔女のささやき」 - "Witchy Woman"（1972年）※全米9位
- 「愛のやすらぎ」 - "Peaceful Easy Feeling"（1972年）※全米22位
- 「テキーラ・サンライズ」 - "Tequila Sunrise"（1973年）※全米64位
- 「アウトロー・マン」 - "Outlaw Man"（1973年）※全米59位
- 「誓いの青空」 - "Already Gone"（1974年）※全米32位
- 「ジェームス・ディーン」 - "James Dean"（1974年）※全米77位
- "The Best Of My Love"（1974年）※全米1位
- 「呪われた夜」 - "One Of These Nights"（1975年）※全米1位
- 「いつわりの瞳」 - "Lyin' Eyes"（1975年）※全米2位
- 「テイク・イット・トゥ・ザ・リミット」 - "Take It To The Limit"（1975年）※全米4位
- 「ニュー・キッド・イン・タウン」 - "New Kid In Town"（1976年）※全米1位
- 「ホテル・カリフォルニア」 - "Hotel California"（1977年）※全米1位
- 「駆け足の人生」 - "Life In The Fast Lane"（1977年）※全米11位
- 「二人だけのクリスマス」 - "Please Come Home For Christmas"（1978年）※全米18位
- 「ハートエイク・トゥナイト」 - "Heartache Tonight"（1979年）※全米1位
- "The Long Run"（1979年）※全米8位
- 「言いだせなくて」 - "I Can't Tell You Why"（1980年）※全米8位
- "Seven Bridges Road"（1980年）※全米21位
- "Get Over It"（1994年）※全米31位
- "Hole In The World"（2003年）※全米69位
- "How Long"（2007年）※全米101位
- "Busy Being Fabulous"（2008年）
- "What Do I Do With My Heart"（2008年）

### 映像作品
- Hell Freezes Over（1994年）※全世界で最も売れた音楽映像作品
- Farewell I Tour ~ Live From Melbourne（2005年）

## コンサートツアー
- One Of These Nights Tour
- Hotel California Tour
- The Long Run Tour
- Hell Freezes Over Tour
- Farewell I Tour
- Long Road Out Of Eden Tour

## 来日公演
- One Of These Nights Tour（1976年）
  - 2月2日・3日 大阪 フェスティバルホール
  - 2月4日 福岡 福岡市九電記念体育館
  - 2月5日 神戸 神戸国際会館
  - 2月7日 東京 日本武道館
  - 2月9日 名古屋 名古屋市公会堂
- The Long Run Tour（1979年）
  - 9月17日・18日・19日・25日 東京 日本武道館
  - 9月21日 名古屋 名古屋市国際展示場
  - 9月22日 吹田 大阪万博記念公園お祭り広場
- Hell Freezes Over Tour（1995年）
  - 11月09日 西宮 阪神甲子園球場
  - 11月11日・12日・20日・21日 横浜 横浜アリーナ
  - 11月14日・15日 東京 東京ドーム
  - 11月18日 福岡 福岡ドーム
- Farewell I Tour（2004年）
  - 10月24日 札幌 札幌ドーム
  - 10月26日 横浜 横浜アリーナ
  - 10月30日・31日 東京 東京ドーム
  - 11月03日 大阪 大阪ドーム
  - 11月05日 福岡 福岡ドーム
  - 11月07日 名古屋 ナゴヤドーム
- Long Road Out Of Eden Tour（2011年）
  - 3月1日 大阪 大阪ドーム
  - 3月3日 名古屋 ナゴヤドーム
  - 3月5日・6日 東京 東京ドーム